# Tilden (Wisconsin)
Tilden es un pueblo ubicado en el condado de Chippewa en el estado estadounidense de Wisconsin. En el Censo de 2010 tenía una población de 1485 habitantes y una densidad poblacional de 15,97 personas por km².

## Geografía
Tilden se encuentra ubicado en las coordenadas 44°59′39″N 91°28′14″O / 44.99417, -91.47056. Según la Oficina del Censo de los Estados Unidos, Tilden tiene una superficie total de 92.99 km², de la cual 92.51 km² corresponden a tierra firme y (0.51%) 0.47 km² es agua.

## Demografía
Según el censo de 2010, había 1485 personas residiendo en Tilden. La densidad de población era de 15,97 hab./km². De los 1485 habitantes, Tilden estaba compuesto por el 98.59% blancos, el 0.2% eran afroamericanos, el 0.13% eran amerindios, el 0.47% eran asiáticos, el 0% eran isleños del Pacífico, el 0.27% eran de otras razas y el 0.34% pertenecían a dos o más razas. Del total de la población el 0.4% eran hispanos o latinos de cualquier raza.